# Siyabonga Nomvethe
Siyabonga Nomvethe (ur. 2 grudnia 1977 w Durbanie) – południowoafrykański piłkarz występujący na pozycji pomocnika lub napastnika.

## Kariera klubowa
Siyabonga Nomvethe zawodową karierę rozpoczynał w 1997 roku w zespole African Wanderers. Rok później trafił do Kaizer Chiefs, w barwach którego zadebiutował w rozgrywkach południowoafrykańskiej ekstraklasy. W ekipie „Amakhosi” Nomvethe spędził łącznie 3 lata. W ich trakcie prezentował bardzo dobrą formę, a w sezonach 1999/2000 i 2000/2001 był najlepszym strzelcem drużyny. Dla Kaizer Chiefs Nomvethe rozegrał łącznie 79 ligowych pojedynków, w których 42 razy wpisał się na listę strzelców.
Dobra dyspozycja strzelecka Nomvethe sprawiła, że południowoafrykański piłkarz latem 2001 roku zasilił włoskie Udinese Calcio. W Serie A zadebiutował 26 sierpnia w zremisowanym 2:2 meczu z Torino FC. W nowym klubie Nomvethe jednak zawiódł. W debiutanckim sezonie wystąpił w 14 ligowych spotkaniach, w tym 6 w podstawowym składzie i nie strzelił żadnego gola. W kolejnych rozgrywkach nie zanotował jednak ani jednego występu. W sezonie 2003/2004 Nomvethe został wypożyczony do drugoligowej Salernitany Calcio. Następnie na tej samej zasadzie trafiał do drugoligowego Empoli FC oraz Djurgårdens IF występującego w szwedzkiej Allsvenskan.
W 2006 roku wychowanek African Wanderers powrócił do kraju, gdzie podpisał kontrakt z Orlando Pirates. W 14 spotkaniach strzelił cztery 4 i zdobył wicemistrzostwo RPA. Po zakończeniu rozgrywek Nomvethe odszedł do duńskiego Aalborg BK. W nowej drużynie wywalczył sobie miejsce w podstawowym składzie. W sezonie 2007/2008 wywalczył z nią mistrzostwo kraju, a w kolejnych rozgrywkach dotarł do finału Pucharu Danii.
Latem 2009 roku Nomvethe ponownie powrócił do RPA, gdzie tym razem został zawodnikiem zespołu Moroka Swallows. W sezonie 2009/2010 w 20 meczach strzelił dla niego 6 goli.

## Kariera reprezentacyjna
W reprezentacji Republiki Południowej Afryki Nomvethe zadebiutował 6 maja 1999 roku w przegranym 0:2 spotkaniu przeciwko zespołowi Trynidadu i Tobago. Pierwszego gola w drużynie narodowej zdobył 27 listopada tego samego roku w zwycięskim 1:0 meczu ze Szwecją. W 2002 roku Jomo Sono powołał go do 23–osobowej kadry RPA na Mistrzostwa Świata w Korei Południowej i Japonii. Na mundialu popularni „Bafana Bafana” zajęli 3. miejsce w swojej grupie i odpadli z turnieju. Na mistrzostwach Nomvethe wystąpił w 2 pojedynkach. W wygranym 1:0 spotkaniu przeciwko Słowenii w 71. minucie został zmieniony przez Delrona Buckleya, natomiast w przegranym 2:3 pojedynku z Hiszpanią w 74. minucie zastąpił go George Koumantarakis. W 2007 roku Nomvethe zakończył reprezentacyjną karierę rozgrywając dla RPA 71 spotkań i strzelając 15 bramek.